# أندرياس سوندرغارد
أندرياس سوندرغارد (بالدنماركية: Andreas Søndergaard)‏ هو لاعب كرة قدم دنماركي في مركز حراسة المرمى، ولد في 17 يناير 2001 في الدنمارك في مملكة الدنمارك. لعب مع وولفرهامبتون واندررز.

## وصلات خارجية
- أندرياس سوندرغارد على موقع قاعدة بيانات كرة القدم.إي يو (الإنجليزية)
- أندرياس سوندرغارد على موقع Soccerway.com (الإنجليزية)